# Combattante du feu
Pour plus de détails, voir Fiche technique et Distribution.
 Combattante du feu (Firefighter) est un téléfilm américain diffusé en 1986 et réalisé par Robert Michael Lewis .

## Synopsis
Los Angeles. Cindy Fralic, que son poste au sein de la police de l'université n'intéresse plus guère, comprend au spectacle d'un terrible accident qu'elle donnerait davantage de sens à sa vie si son métier lui permettait de venir en aide aux victimes. Elle décide donc de devenir pompier au sein du Los Angeles Fire Department. Rude ambition pour une femme dans cet univers exclusivement peuplé d'hommes des années 1980. Cindy ne se décourage pas et passe avec succès toutes les épreuves préliminaires. Dans l'aventure, elle perd son mari mais n'en attire que plus les regards de ses collègues, sensibles autant à ses performances professionnelles qu'à ses charmes plus secrets.

## Fiche technique
- Réalisateur : Robert Michael Lewis
- Année de production : 1986
- Durée : 100 minutes
- Format : 1,33:1, couleur
- Son : stéréo
- Dates de premières diffusions :
  -  États-Unis : 23 septembre 1986
- Interdit aux moins de 10 ans

## Distribution
- Nancy McKeon: Cindy Fralick
- Vincent Irizarry : Mike
- Barry Corbin : Capt. Johnson
- Whip Hubley : Lance
- Ed Lauter : B.C. Thompson
- Terry David Mulligan : Capt. Romano